# Девојка са бисерном минђушом (филм)
Девојка са бисерном минђушом (енгл. Girl with a Pearl Earring) британска је драма из 2003. Филм је заснован на истоименом роману Трејси Шевалије.
Филм је био номинован за три награде Оскар:
- за најбољу сценографију
- за најбољу фотографију
- за најбоље костиме

## Радња
Делфт у 17. веку, златно доба Холандског сликарства. Како би помогла својој породици, седамнаестогодишња Грит (Скарлет Џохансон) почиње да ради као кућна помоћница у дому сликара Јоханеса Вермера (Колин Ферт). Заинтересована за поступак настајања уметничког дела, Грит све више времена проводи са сликаром. Сликар очиње да јој даје часове о мешању боја и осталих послова везаних за сликање, трудећи се да за њихове састанке не сазна његова жена Катарина (Еси Дејвис). Грит се суочава са наклоношћу Ван Рејвена који тражи од Вермера да му наслика Грит. Тако служавка постаје Девојка са бисерном минђушом, мотив Вермеровог најпознатијег дела. Све то додатно зближава сликара и служавку. И док Грит пада под Вермеров утицај, не може да буде сигурна у његова осећања према њој. Када Катарина сазна за слику, Грит добија отказ и одлази са имања Вермерових. Сликар потом умире и оставља Грит бисерне минђуше.

## Улоге
| Глумац           | Улога              |
| ---------------- | ------------------ |
| Колин Ферт       | Јоханес Вермер     |
| Скарлет Џохансон | Грит               |
| Том Вилкинсон    | Ван Рејвен         |
| Еси Дејвис       | Катарина Вермер    |
| Алакина Ман      | Корнелија Вермер   |
| Килијан Мерфи    | Питер (син)        |
| Џуди Парфит      | Марија Тинс        |
| Џеф Бел          | Питер (месар/отац) |
| Џоана Сканлан    | Танеке             |
| Ана Поплвел      | Марта              |

## Разлике између романа и филма
- Многи догађаји у роману, као Гритино венчање за Питера и њихово двоје деце, Јан и Франс, нису приказани у филму.
- У роману, Ван Леувхук упозорава Грит да се не зближава превише са Вермером. У филму његове речи изговара Питер.[1]

## Музика из филма
Звучни запис издат је 10. фебруара 2004, а музику је компоновао Александар Депла.
1. Girl with a Pearl Earring - 2:17
2. Griet's Theme - 4:09
3. New Life - 3:06
4. Master's House - 3:18
5. Camera Obscura - 1:29
6. Birth Feast - 2:46
7. Cornelia - 1:44
8. Vermeer's Studio - 3:08
9. Winter Nights - 2:07
10. Van Ruijven - 3:33
11. Home - 1:14
12. Colours in the Clouds - 3:29
13. Master Is Painting - 2:06
14. By the Canal With Pieter - 1:46
15. Catharina's Pearls - 1:23
16. Colours in the Clouds - 3:27
17. Girl with a Pearl Earring (Reprise) - 2:18
18. Silence and Light - 1:40
19. Griet's Theme (Reprise) - 4:19
20. Griet Remembers - 0:59